# Момаркен
59°34′17″ пн. ш. 11°19′50″ сх. д. / 59.57138889° пн. ш. 11.33055556° сх. д.
Momarken — іподром на північ від Майсена (Норвегія) в муніципалітету Ейдсберг в Естфоллі. Тут проходять перегони на упряжці, а також щорічний Момаркедет (Momarkedet), організований Майсеном та Omegn Red Cross.